# Tomáš Linh Le Sy
Tomáš Linh Le Sy (* Praha) je český promotér organizace Clash MMA a bývalý zápasník bojových umění.

## Životopis
Tomáš Linh Le Sy se narodil v Praze, jeho matka pochází z Polska a otec z Vietnamu. Jeho rodiče se poznali v České republice, kde se Tomáš Le Sy narodil. Mimo bojových sportů hrál v mládí také lední hokej. Kromě Prahy žil také v Bohumíně, v Brně, ale většinu svého života strávil v Karviné.

### MMA kariéra
Bojovému umění se věnoval již od dětství, stejně jako jeho mladší bratr Tobiász Le. Než se Le Sy dostal do Oktagonu, zápasil v poloprofesionálních organizacích, které často pokaždé jiná pravidla. První zápas v Oktagonu zažil během pátého turnaje organizace v Ostravě, kde ve druhém kole na TKO porazil Jana Slováčka. Jeho první profesionální zápas se ale udál v Karviné pod organizací Coloseum Party.
Ve svém druhém zápase v Oktagonu se střetnul s Karolem Ryšavým. Ten ho ale ve druhém kole porazil na TKO. Na desátém turnaji Oktagonu měl zápas s Markem Bartlem. Tomáš Linh Le Sy, ale prohrál, protože mu lékař po úderu nedovolil pokračovat v zápase.
Na dalším turnaji se střetl s Omarem Ahmadem, kterého porazil v prvním kole na TKO. O několik měsíců později v rámci turnaje Oktagon Prime 2 porazil Denise Tripšanského, kterého ve druhém kole knockoutoval. Jeho poslední profesionální zápas proběhl v rámci turnaje Oktagon 17 na kterém zápasil s francouzským bojovníkem Abdelmoumenem Mssaate. Ten ho porazil v prvním kole na submisi.
Během pandemie Covidu-19 odzápasil exhibiční zápas, kdy byl jeho soupeřem Tadeáš „Mawar“ Růžička, který ho porazil pomocí TKO ve druhém kole.

### Podnikání a Clash
Předtím, než založil Clash, podnikal v jiných oblastech, například v době pandemie Covidu-19 provozoval testovací centrum.
V červnu 2021 založil organizaci Clash of the Stars, dnes známou jako Clash MMA.

### Osobní život
Jeho partnerkou je česká modelka a influencerka Denisa Ryndová.

## MMA výsledky
| Výsledek | Soupeř              | Metoda  | Událost                             | Datum              | Kolo | Čas | Místo                 | Poznámka |
| -------- | ------------------- | ------- | ----------------------------------- | ------------------ | ---- | --- | --------------------- | -------- |
| Výhra    | Jan Slováček        | TKO     | Oktagon 5                           | 17. března 2018    | 2    |     | Ostrava, Česko        |          |
| Výhra    | Karol Ryšavý        | TKO     | Oktagon 3 – Challenge Qualification | 24. září 2018      | 3    |     | Bratislava, Slovensko |          |
| Prohra   | Marek Bartl         | Submise | Oktagon 10                          | 17. listopadu 2018 | 1    |     | Praha, Česko          |          |
| Výhra    | Denis Tripšanský    | KO      | Oktagon Prime 2                     | 25. října 2019     | 2    |     | Košice, Slovensko     |          |
| Prohra   | Tadeáš Růžička      | KO      | Underground #1                      | 16. května 2020    | 2    |     | Praha, Česko          |          |
| Prohra   | Abdelmoumen Mssaate | Submise | Oktagon 17                          | 17. října 2020     | 1    |     | Brno, Česko           |          |